# Franklin (Arkansas)
Franklin é uma cidade  localizada no estado americano de Arkansas, no Condado de Izard.

## Demografia
Segundo o censo americano de 2000, a sua população era de 184 habitantes.
Em 2006, foi estimada uma população de 185, um aumento de 1 (0.5%).

## Geografia
De acordo com o United States Census Bureau, a localidade tem uma área de 5,3 km², sem área coberta por água. Franklin localiza-se a aproximadamente 265 m acima do nível do mar.

## Localidades na vizinhança
O diagrama seguinte representa as localidades num raio de 24 km ao redor de Franklin.